# Integrazione europea
(Winston Churchill, Speech to the Academic Youth, 19 settembre 1946)
L'integrazione europea è il processo di integrazione industriale, politico, legale, economico (e in alcuni casi anche sociale e culturale) di tutti o alcuni Stati dell'Europa. L'integrazione europea trova i suoi centri di propulsione nella UE e nel Consiglio d'Europa.

## Descrizione

### Premesse
Uno dei primi a concepire un'unione di nazioni europee fu il conte Richard Nikolaus di Coudenhove-Kalergi, che scrisse, nel 1923, il libro-manifesto Pan-Europa. Le sue idee influenzarono Aristide Briand, che tenne un discorso in favore di un'unione europea presso la Società delle Nazioni, l'8 settembre 1929. Briand scrisse anche un Memorandum on the Organization of a Regime of European Federal Union per il governo francese.
Fondamentale per costruire l'ideale dell'integrazione fu il Manifesto di Ventotene, avente titolo originale Per un'Europa libera e unita. Progetto d'un manifesto: un documento redatto nel 1944 da Altiero Spinelli, Ernesto Rossi ed Eugenio Colorni con Ursula Hirschmann durante il periodo di confino negli anni quaranta, presso l'isola di Ventotene, nel mar Tirreno.
In un discorso tenuto il 19 settembre 1946 presso l'Università di Zurigo (Svizzera), Winston Churchill propose la creazione degli Stati Uniti d'Europa. Tuttavia tale discorso contiene anche osservazioni, meno citate, che mostrano come Churchill non vedesse la Gran Bretagna parte integrante degli Stati Uniti d'Europa.

### Prime istituzioni
A seguito della devastazione e della sofferenza provocata dalla Seconda guerra mondiale, vista la necessità di una riconciliazione internazionale, l'idea di integrazione europea conduce alla creazione delle prime istituzioni continentali.
Il 17 marzo 1948 nasce la UEO (Unione dell'Europa Occidentale), fondata col Trattato di Bruxelles, un'organizzazione internazionale regionale di sicurezza militare e cooperazione politica, alla quale aderiscono nell'arco degli anni 10 paesi come membri pieni, mentre altre nazioni partecipano come osservatori o come membri associati, per un totale di 28 paesi coinvolti.

I Paesi fondatori del Consiglio d'Europa (in giallo) e quelli che hanno aderito in seguito (in blu)

Il 5 maggio 1949 col Trattato di Londra viene fondato il Consiglio d'Europa un'organizzazione internazionale il cui scopo è promuovere la democrazia, i diritti dell'uomo, l'identità culturale europea e la ricerca di soluzioni ai problemi sociali del continente.

### L'Unione europea
La dichiarazione Schuman rappresenta l'inizio del processo d'integrazione europea. Si tratta di un discorso tenuto a Parigi alle ore 16 del 9 maggio 1950 da Robert Schuman e viene considerato il primo discorso politico ufficiale in cui compare il concetto di Europa come unione economica e, in prospettiva, politica tra i vari Stati europei.
L'Unione europea nacque nel 1992 con l'intenzione di creare un'Europa unita. Questi ideali erano nati nel secondo Dopoguerra. I francesi Robert Schuman e Jean Monnet, il tedesco Konrad Adenauer e l'italiano Alcide De Gasperi dettero vita alla CECA, la Comunità Europea del Carbone e dell'Acciaio, nel 1951. Nel 1957, con i Trattati di Roma, Italia, Francia, Germania, Belgio, Paesi Bassi e Lussemburgo crearono la CEE, Comunità Economica Europea.
Ad oggi la crisi economica iniziata nel 2008 con il fallimento dell'istituto bancario Lehman Brothers, sta facendo rinascere in Europa movimenti nazionalisti; per converso, si va diffondendo la convinzione che, per superare la crisi, l'Europa debba unirsi in una federazione di Stati Nazione, citando le parole di José Manuel Durao Barroso, presidente della Commissione europea, pronunciate il 12 settembre 2012 durante una riunione plenaria del Parlamento europeo.